# Фукар, Поль-Франсуа
Поль-Франсуа́ Фука́р (фр. Paul-François Foucart; родился 15 марта 1836 года, Париж, Франция — умер 19 мая 1926 года, там же, Франция) — французский учёный-археолог и эпиграфист, директор Французской (археологической) школы в Афинах в 1878—1890 годах.

## Биография
Пьер-Франсуа Фукар занимал должность преподавателя в лицеях Карла Великого и Бонапарта (1868—1870). С 1874 года он читал в Collège de France курс греческих древностей и эпиграфики, а с 1877 г. занял там должность профессора. В 1878 году Фукар был избран членом в Академию надписей, а в 1879 г. — назначен директором афинской школы и лишь в 1890-м вновь занял должность профессора Collège de France.
Начиная c 4 декабря 1893 года Пьер-Франсуа стал членом-корреспондентом Петербургской академии наук по историко-филологическому отделению (разряд классической филологии и археологии).

## Труды
- «Inscriptions recueillies à Delphes» (1866);
- «Mémoires sur les ruines et l’histoire de Delphes» (1868);
- «Mémoire sur l’affranchissement des ésclaves par forme de vente à une divinité» (1867);
- «Des associations religieuses chez les Grecs» (1873);
- «Mélanges d’épigraphie grecque» (1881).